# Лека Захария
Лека Захария (на албански: Lekë Zaharia; † 1444 г.) е албански благородник от XV век, владеел крепостта Шати.

## Живот
Лека е от знатния род Захария и е единствен син на Коджа Захария. След смъртта на баща си той наследява неговите владения и става един от основателите на Лежката лига, създадена за противодействие на османското нашествие.
Според албанския историк и писател Марин Барлети (1450 – 1513 г.) през 1445 г. на сватбата на Мамика Кастриоти (сестрата на Скендербег) и Музаки Топия става конфликт между Лека Захария и Лека Дукагини. Те се сбиват заради Ирина Душмани, наследницата на рода Душмани, която впоследствие става съпруга на Лека Захария. При кървавия сблъсък между двамата кандидати за ръката ѝ Лека Дукагини е тежко ранен и е спасен от италианеца Врана Конти, един от най-добрите командири на Скендербег. Две години по-късно, през 1447 г., според Барлети, Лека Дукагини си отмъщава като убива Захария. Тези сведения обаче противоречат на венецианските архиви, които сочат, че смъртта на Захария е настъпила още през 1444 година. Според венецианския летописец Стефано Магно Лека Захария е убит от Никола Дукагини в битка. Стефано Манго пише също, че преди смъртта си Лека Захария пожелава неговите притежания да бъдат прехвърлени на Република Венеция.
Лека Захария умира без да остави наследници. Неговата крепост Дан трябвало да попадне под контрола на Лежката лига, но майката на Лека Божа предава Дан на венецианците. Това става повод за началото на албано-венецианската война, продължила две години. В крайна сметка Дан остава под контрола на венецианците, които се споразумяват да плащат годишен данък на Скендербег.